# Gyūhi

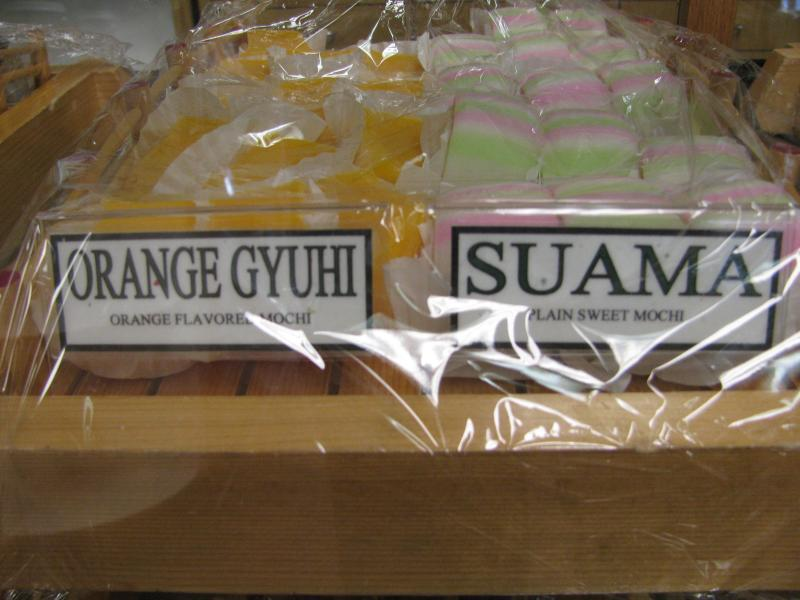
Giūhi (a sinistra) e suama (a destra)

Il gyūhi (求肥) è un tipo di wagashi, ossia un dolce tradizionale giapponese.

## Affinità con il mochi
Il gyūhi è una varietà più dolce di mochi, ed entrambi sono fatti di riso glutinoso o di mochiko. Figurante fra i dolci che hanno avuto origine nell'area di Kyoto, di solito viene servito meno frequentemente rispetto al mochi in quanto è più delicato.

## Base per altri dolci
Il gyūhi colorato costituisce la base del matsunoyuki, un wagashi che somiglia ad un albero di pino innevato. Il gyūhi viene usato anche come ingrediente per altri tipi di wagashi, come il nerikiri (煉り切り) - fatto da una miscela di gyūhi e shiroan (una versione dell'anko a base di fagioli bianchi). Il nerikiri viene spesso colorato e modellato in modo simile al marzapane nei dolci occidentali.